# Docklands Stadium (Melbourne)
Das Docklands Stadium (durch Sponsoringvertrag offiziell Marvel Stadium) ist ein Stadion mit schließbarem Dach im Bezirk Docklands der australischen Metropole Melbourne, Bundesstaat Victoria. Das Fassungsvermögen liegt bei 56.347 Zuschauern.

## Geschichte
Das Stadion wurde 2000 als Colonial Stadium (nach einem Finanzdienstleister benannt) eröffnet. Die Umbenennung nach einem Telekommunikationsunternehmen in Telstra Dome erfolgte 2002. Das Stadion war einer der Austragungsorte der Rugby-Union-Weltmeisterschaft 2003. Der Eigentümer ist die Firma James Fielding Funds Management, welche das Stadion 2006 für 330 Millionen Australische Dollar vom Fernsehsender Channel Seven erwarb. Ab dem 1. März 2009 hieß das Stadion Etihad Stadium, nachdem ein Vertrag mit Etihad Airways, einer Fluglinie aus den Vereinigten Arabischen Emiraten, abgeschlossen wurde. Nachdem die AFL das Stadion Mitte 2018 kaufte, da es sonst abgerissen worden wäre, wurde die Veranstaltungsstätte im Oktober des Jahres in Marvel Stadium umbenannt.
Die Arena wird in der Hauptsache von Vereinen der Australian-Football-Liga – St. Kilda, Carlton, Essendon, North Melbourne, West Melbourne und den Western Bulldogs – verwendet. Auch der A-League-Fußballverein Melbourne Victory trägt hier seine Heimspiele aus. Neben weiteren Sportarten, wie One-Day Cricket und Rugby finden dort Entertainment-Veranstaltungen statt, wie z. B. das spektakuläre Konzert der amerikanischen Rocklegende KISS zusammen mit dem Melbourne Symphony Orchestra. Am 24. Oktober 2015 fand im Marvel Stadium in Melbourne im Rahmen der Speedway-Einzel-Weltmeisterschaft der Speedway-WM Grand Prix von Australien als Saisonfinale statt. Am 5. und 6. Oktober 2024 gab der kanadische Sänger The Weeknd zwei Konzerte in dem Stadion.

## Galerie

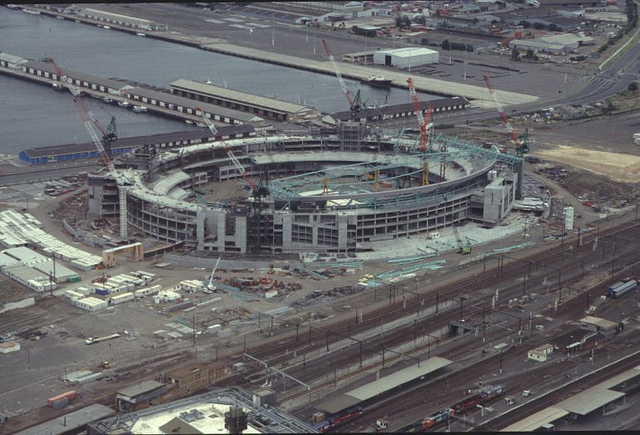
Das im Bau befindliche Stadion an Weihnachten 1998
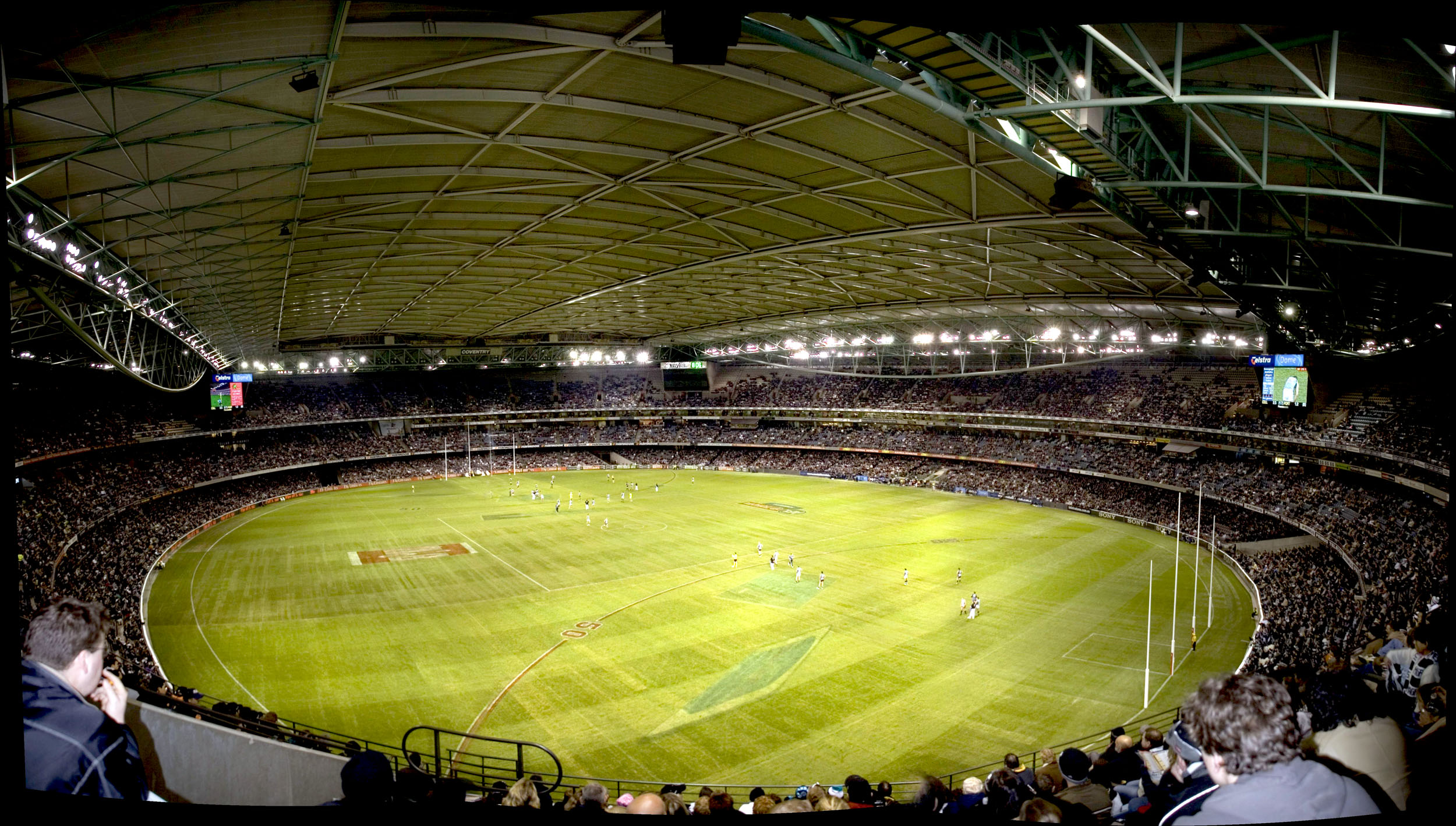
Die Arena mit geschlossenem Dach (2005)
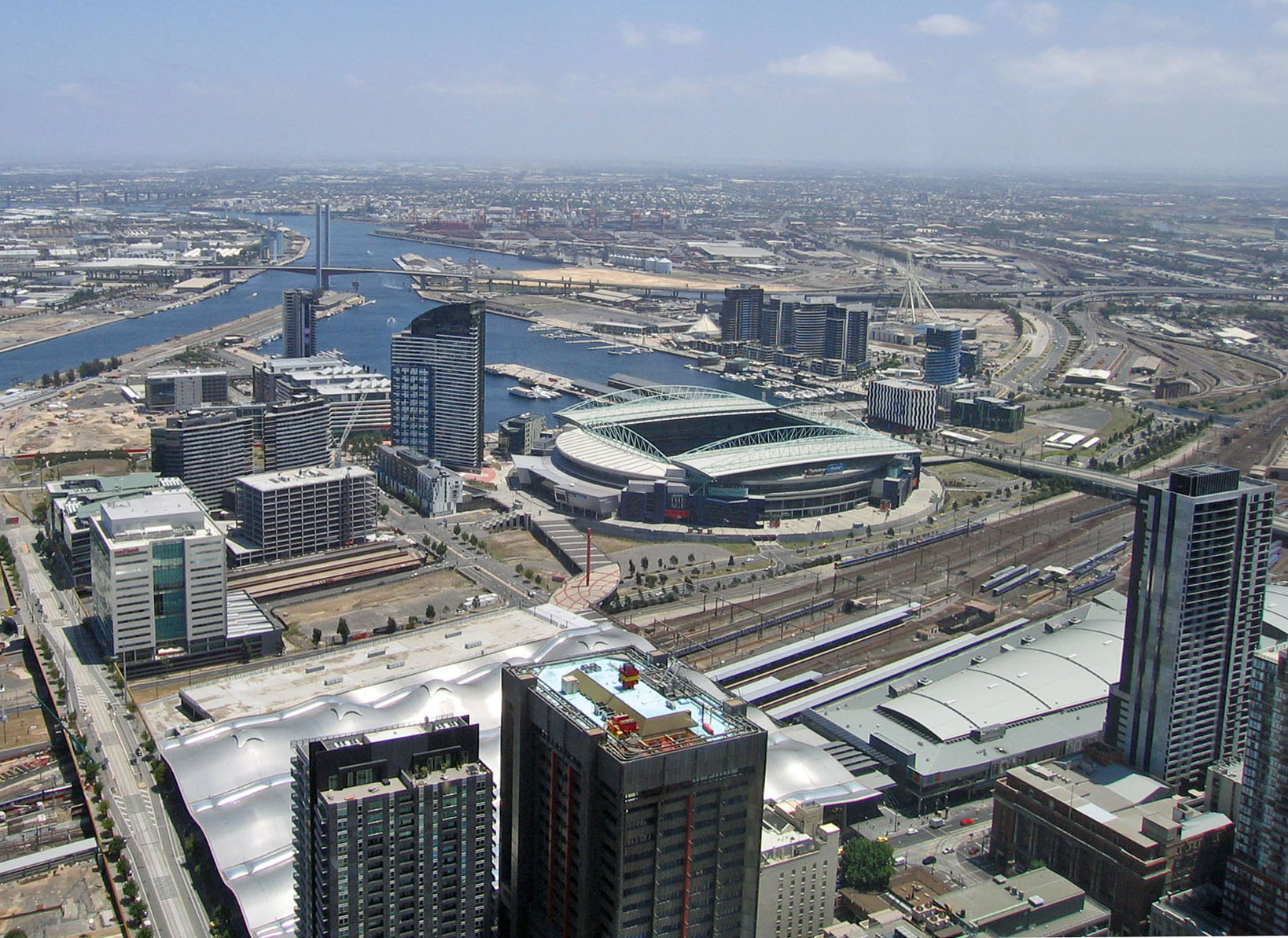
Docklands Stadium und Umgebung